# Rio Lunga

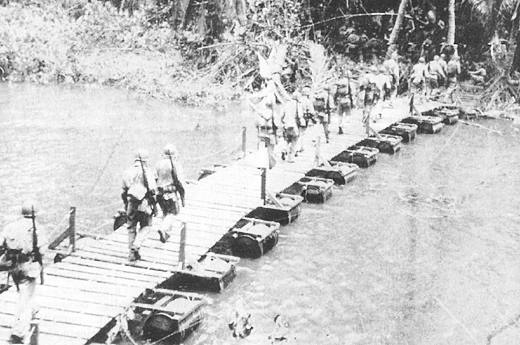
Pelotão dos marines cruzando o rio Lunga durante a Campanha de Guadalcanal.

O Rio Lunga está localizado na parte noroeste da ilha de Guadalcanal,  perto do Lunga Point sendo um afluente do rio Savo Sound (chamado Sealark Sound antes da Segunda Guerra Mundial) está também localizado perto do Aeroporto Internacional de Honiara.
Durante a Segunda Guerra Mundial, no segundo semestre de 1942, uma importante batalha ocorreu entre forças dos Estados Unidos e do Exército Imperial japonês perto deste rio, com a vitoria dos Aliados.